# کوه‌های بختیاری
کوه‌های بختیاری که معروف اند به زاگرس مرکزی که خود بخشی از رشته کوه زاگرس است  که محل اصلی ییلاق عشایر بختیاری هستند. بلندترین قله این کوه‌ها، زردکوه با ارتفاع ۴۲۲۱ متر در چهارمحال و بختیاری می‌باشد که پس از دنا، به‌عنوان بلندترین قله زاگرس شناخته می‌شود. از دیگر کوه‌های مهم این منطقه؛ کوه منگشت و کوه کینو در استان خوزستان،کوه گردکی در میداوود، رشته کوه اشترانکوه در ازنا و رشته‌کوه قالیکوه در شهرستان الیگودرز و کوه‌های دالانکوه و شاهان کوه واقع در فریدن و فریدونشهر استان اصفهان می‌باشند. منطقه کوه‌های بختیاری گستره‌ای وسیع از زاگرس مرکزی را در بر می‌گیرد که از الیگودرز در استان لرستان شروع و با گذشتن از شهرستان‌های فریدن، فریدونشهر، چادگان و بوئین میاندشت در استان اصفهان، قسمتی از استان خوزستان و استان چهارمحال و بختیاری را نیز شامل می‌شود. این منطقه را می‌توان مرتفع‌ترین بخش رشته کوه زاگرس از سطح دریا دانست که سرچشمه رودخانه‌های مهمی چون کارون، زاینده رود و دز است.